# Justice League Action
Justice League Action es una serie de dibujos animados estadounidense a estrenado a fines de 2015. Está basada en el grupo de superhéroes Liga de la Justicia de la editorial DC Comics. La serie es producida por Jim Krieg, Butch Lukic y Alan Burnett y debutó en la cadena Cartoon Network de Estados Unidos el 25 de noviembre de 2015, En Latinoamérica, se estrenó el 6 de enero del 2017 por el canal Cartoon Network.

## Trama
La serie presentará las aventuras de Superman, Batman, Mujer maravilla y otros miembros rotativos de la Liga de la Justicia.

## Reparto
- Jason J. Lewis como Clark Kent / Superman,[1] General Zod,[2] Desaad,[2]Krypto,[2]Streaky, el Supergato,[2]Tornado Rojo, Carmine Falcone.
- Kevin Conroy como Bruce Wayne / Batman.
- Rachel Kimsey como Princesa Diana / Wonder Woman, Bleez, Sis.[1]
- Sean Astin como Billy Batson / Shazam.[3]
- Diedrich Bader como Michael Jon Carter / Booster Gold.
- Hannibal Buress como Michael Holt / Mr. Terrific[3]
- P. J. Byrne como Ronnie Raymond / Firestorm[1]
- Natalie Lander como Stargirl / Courtney Whitmore.
- Chris Diamantopoulos como Oliver Queen / Green Arrow, Metallo.
- Lacey Chabert como Zatanna Zatara.[4]
- John DiMaggio como Lobo.[1][5]
- Michael Dorn como Atrocitus.[6]
- Gilbert Gottfried como Mr. Mxyzptlk.[7]
- Jake T. Austin como Blue Beetle / Jaime Reyes.
- Roger Craig Smith como Scott Free / Mister Miracle.
- Mark Hamill como Joker, Cosa del Pantano, el mismo.
- Ken Jeong como Hiro Okamura / Toyman[3][8]
- Josh Keaton como Hal Jordan / Green Lantern.[6]
- John de Lancie como Brainiac.[9]
- Cloris Leachman como Abuela Bondad.[10]
- Patton Oswalt como Space Cabbie.[3]
- Khary Payton como Victor Stone / Cyborg, Kanjar Ro.[1][5]
- Carl Reiner como Mago.[11]
- Charlie Schlatter como Barry Allen / Flash.[12]
- Patrick Seitz como Etrigan el Demonio / Jason Blood.[4]
- Armin Shimerman como Zilius Zox.[6]
- Laura Post como Circe, Big Barda.
- Max Mittelman como Parásito,[13][14] Jimmy Olsen.[14]
- Dana Snyder como Patrick O'Brian / Plastic Man, Pingüino / Oswald Cobblepot.[15][16]
- Jerry O'Connell como Átomo / Ray Palmer.
- Jasika Nicole como Vixen / Mari McCabe.
- Brent Spiner como Edward Nygma / The Riddler.
- Joanne Spracklen como Kara Zor-El / Supergirl.[17]
- Tara Strong como Harley Quinn, Lois Lane, Ember.[4]
- Oliver Vaquer como Mister Mind.[18]
- Natasha Leggero como Hiedra Venenosa.
- James Woods como Lex Luthor.
- Damian O'Hare como John Constantine, Abnegazar, Profesor Anderson.
- Crispin Freeman como Detective Marciano.
- Thomas Lennon como Amazo.
- Robert Picardo como Dos Caras.
- Troy Baker como Hombre Halcón, Jonas Glim, Kanto.
- William Salyers como Virman Vundabar.
- Jessica Walter como Atenea.
- Fryda Wolff como Faora.
- Andy Richter como Chronos.
- Fred Tatasciore como Cyrus Gold / Solomon Grundy.

## Episodios
| Temporada(s) | Temporada(s) | Episodios | Emisión original        | Emisión original   | Emisión original        | Emisión original       |
| Temporada(s) | Temporada(s) | Episodios | Inicio (EE. UU.)        | Final (EE. UU.)    | Inicio (Hispanoamérica) | Final (Hispanoamérica) |
| ------------ | ------------ | --------- | ----------------------- | ------------------ | ----------------------- | ---------------------- |
|              | 1            | 52        | 16 de diciembre de 2016 | 3 de junio de 2018 | 6 de enero de 2017      | 29 de marzo de 2019    |

## Producción
En una conferencia de prensa en Kuala Lumpur, Malasia, el panel representante de esta serie presentó diseños para algunos de los personajes como Superman, Wonder Woman, Batman, Blue Beetle, Space Cabbie, Doctor Fate, Shazam, Doctora Luz, Mister Terrific, Joker, La Cosa del Pantano, Firestorm, El Detective Marciano, Big Barda, Zatanna, Harley Quinn, Hombre Halcón, Lobo y Satan Girl.

## Promoción
El menú Cajita Feliz de McDonald's se ha distribuido con juguetes alusivos a la serie a partir del 20 de septiembre de 2016 en diversos países.